# Hammershøj Sogn
Hammershøj Sogn er et sogn i Viborg Østre Provsti (Viborg Stift).
I 1800-tallet var Kvorning Sogn og Hammershøj Sogn annekser til Vorning Sogn. Alle 3 sogne hørte til Sønderlyng Herred i Viborg Amt. Vorning-Kvorning-Hammershøj sognekommune blev ved kommunalreformen i 1970 indlemmet i Tjele Kommune, som ved strukturreformen i 2007 indgik i Viborg Kommune.
I Hammershøj Sogn ligger Hammershøj Kirke.
I sognet findes følgende autoriserede stednavne:
- Hammershøj (bebyggelse, ejerlav)
- Lundgårde (bebyggelse)